# Лелека білошиїй
Леле́ка білоши́їй (Ciconia episcopus) — вид птахів родини лелекових (Ciconiidae).

## Поширення
Лелека білошиїй поширений в Південній та Південно-Східній Азії від Пакистану до Філіппін. Трапляється на водно-болотних угіддях та сільськогосподарських полях.

## Опис
Великий птах, заввишки близько 85 см, розмах крил 170—190 см. Вага тіла 1,6—1,9 кг. Оперення чорне, лише шия і нижня частина живота білого кольору. На спині забарвлення із зеленкуватим відтінком, На грудях і череві — фіолетового відтінку.

## Спосіб життя
Трапляється в парах або в маленьких групах поблизу водойм. Живиться рибою, жабами, зміями та ящірками, а також безхребетними тваринами.

## Підвиди
- C. e. episcopus (Boddaert, 1783) — Південна та Південно-Східна Азія
- C. e. neglecta (Finsch, 1904) — Суматра, Ява, Малі Зондські острови, Сулавесі